# Orthotrichia obtecta
Orthotrichia obtecta är en nattsländeart som beskrevs av Wells och Dudgeon 1990. Orthotrichia obtecta ingår i släktet Orthotrichia och familjen smånattsländor. Inga underarter finns listade i Catalogue of Life.